# Рудинський Олександр Сергійович
Олекса́ндр Сергі́йович Руди́нський (нар. 23 липня 1996, Миколаїв, Миколаївська область) — український актор театру та кіно. Заслужений артист України (2025).

## Життєпис
Народився 23 липня 1996 року у місті Миколаїв. Театральне мистецтво почав вивчати у 5 класі.
Після закінчення навчання у школі, 2014-го, вступив до Київського національного університету театру, кіно і телебачення ім. Івана Карпенка-Карого на спеціальність «Акторське мистецтво драматичного театру і кіно» (майстерня Дмитра Богомазова).
По закінчення університету, 2018-го, увійшов до трупи Національного драматичного театру ім. Івана Франка.
Однією з перших робіт на великому екрані став фільм «11 дітей з Моршина» (реж. Аркадій Непиталюк). 2019-го року зіграв головну роль (Нік Маслов) у телесеріалі «Перші ластівки» на «Новому каналі», завдяки якій, зокрема й отримав популярність. У продовження серіалу «Перші ластівки: Залежні» (2020) також зіграв головну роль (Льоша Сметанін).
Знявся у серіалі «Агенція» (2024) Джорджа Клуні.

16 лютого 2025 року у Лондоні відбулася церемонія вручення премії Британської академії телебачення і кіномистецтва (BAFTA), в якій одну з нагород вийграв фільм режисера Франца Бьома «Камінь, ножиці, папір», головну роль в якому виконав Рудинський:
«Я присвячую цю нагороду другові Жені Світличному, який загинув на війні за 5 днів до старту зйомок. А також всім тим, хто захищає мою країну та робить її незалежною. Дуже дякую BAFTA і слава Україні!», – сказав Олександр Рудинський.

## Особисте життя
Спортивні захоплення — бокс, самбо, футбол. Має навички народного та бального танцю, грає на гітарі.
25 червня 2020 року одружився із Марією Заниборщ, яка по весіллю взяла прізвище Рудинська (акторка у театрі ім. Франка; були одногрупниками в університеті).

## Театральні роботи
На початку своєї кар'єри був задіяний у репертуарі Театру на Лівому березі, згодом – актор Театру ім. Івана Франка:
Навчальний театр Київського національного університету театру, кіно і телебачення ім. Івана Карпенка-Карого
- 2018 — «Легкий дотик» за новелами Луїджі Піранделло; реж. Дмитро Богомазов, Андрій Самінін (дипломна вистава)

Київський академічний театр драми і комедії на лівому березі Дніпра
- 2017 — «12-та ніч, або Що захочете» за п'єсою Вільяма Шекспіра; реж. Дмитро Богомазов — Сер Тобі Белч[14]

Національний академічний драматичний театр імені Івана Франка
- (введення) 1999 — «Бременські музиканти» Юрія Ентіна, Василя Ліванова, Геннадія Гладкова; реж. Дмитро Чирипюк — Сищик
- (введення) 1999 — «Шельменко-денщик» Григорія Квітки-Основ'яненка; реж. Петро Ільченко — Скворцов
- (введення) 2007 — «Кайдашева сім'я» за повістю Івана Нечуй-Левицького; реж. Петро Ільченко — Карпо
- 2018 — «Очищення» Софі Оксанен; реж. Григорій Гладій — Лаврентій
- 2018 — «Коріолан» за п'єсою Вільяма Шекспіра; реж. Дмитро Богомазов — 1-ий городянин / 1-ий страж[15]
- 2019 — «Лимерівна» за п'єсою Панаса Мирного; реж. Іван Уривський — Василь[16]
- 2019 — «Лунаса» за п'єсою «Танці на Луназу» Брайана Фріла; реж. Андрій Приходько — Джері Еванс[17]
- 2019 — «Стіна» за п'єсою Любові Якимчук та Томаса Меттлера; реж. Томас Меттлер (Швейцарія) — Людина 5, Клов[18]
- 2020 — «Украдене щастя» за п'єсою Івана Франка; реж. Дмитро Богомазов — Парубок[19]
- 2020 — «Сірано де Бержерак» за п'єсою Едмона Ростана; реж. Юрій Одинокий — барон де Каюзак
- 2021 — «Пер Гюнт» за п'єсою Генріка Ібсена; реж. Іван Уривський — Виродок, син Пер Гюнта
- 2021 — «Співай, Лоло, співай» Олександра Чепалова за мотивами роману «Вчитель Гнус, або Кінець одного тирана» Генріха Манна і художнього фільму «Блакитний ангел»; реж. Дмитро Богомазов — Фон Ерцум, гімназист
- 2021 — «Радован ІІІ» Душана Ковачевича; реж. Юрій Одинокий — Оленьок, полонений
- 2022 — «Калігула» Альбера Камю; реж. Іван Уривський — Калігула
- 2022 — «Кар'єра Артуро Уї», Бертольта Брехта; реж. Дмитро Богомазов — Емануеле Гірі
- 2023 — «Загнаний кінь» Франсуази Саган; реж. Дмитро Чирипюк — Бертрам Честерфілд[джерело?]
- 2024 — «Тартюф» за п'єсою Мольєра; реж. Дмитро Богомазов — Даміс, син Оргона

## Фільмографія

Постер короткометражного фільму «Камінь, ножиці, папір»

Знімається у кіно та серіалах:
- 2016 — «Черговий лікар» (серіал)
- 2016 — «Село на мільйон»
- 2016 — «Закон пелікана»
- 2017 — «Все ще буде»
- 2017 — «Невиправні»
- 2018 — «За законами воєнного часу–2»
- 2018 — «Затемнення»
- 2018 — «Шляхетні волоцюги» — Скворцов
- 2019 — «11 дітей з Моршина» — Гуцул
- 2019 — «Подорожники» (серіал) — Петро
- 2019 — «З вовками жити» — Пашка
- 2019 — «Перші ластівки» (серіал) — Нік Маслов
- 2021 — «Перші ластівки: Залежні» (серіал) — Льоша Сметанін
- 2021 — «Слов'яни» (серіал) — Зубатий
- 2021 — «Бурштинові Копи» — Юрко
- 2022 — «Носоріг» — Рудий
- 2022 — «Найкращі вихідні» — Саня
- 2022 — «Джанго» (серіал) — Спенсер Форрест
- 2023 — «Перші дні» (серіал) — Макс
- 2023 — «Зв'язок» — Саня
- 2023 — «Голова» (серіал) — Саньок Булава, місцевий красунчик, власник тутешньої СТОшки, яку відкрив у дідовому гаражі[20]
- 2023 — «Декамерон» (серіал) — одноокий бандит[21][22]
- 2024 — «Агентство» (серіал) — український військовий Саша Бутенко[23]
- 2024 — «Збори ОСББ» — Антон
- 2024 — «Камінь, ножиці, папір» (короткометражний) — Іван
- 2024 — «Малевич»

## Визнання
- 2018 — III медійна театральна премія «Дзеркало сцени — 2018» (Кращі роботи молодих акторів у київських виставах 2017 року — вік акторів — до 30 років)[24]
  - Акторський ансамбль вистави «12 ніч, або що захочете» (реж. Дмитро Богомазов, Київський театр на лівому березі): Макар Тихомиров, Марія Заниборщ, Анастасія Пустовіт, Христина Люба, Олександр Рудинський, Павло Шпегун, Олександр Коваль, Олександр Бегма, Михайло Дадалев, Євген Григор'єв, Олександр Боднар, Артем Шемет, Максим Кириченко, Борис Савенко, Ганна Павлик, Олег Гоцуляк
- 2019 — Міжнародна театральна премія Академії драми Китаю — «Найкращий дебют» (Олександр Рудинський) за виставу «Коріолан» (реж. Дмитро Богомазов)[15]
- 2025 — «Заслужений артист України»[25][2]